# ディアブロ II リザレクテッド
『ディアブロ II リザレクテッド』は、ブリザード・エンタテインメントが2021年9月24日に発売したコンピュータゲームであり、2000年に発売された『ディアブロII』（以下：オリジナル版）およびその拡張パック「Diablo II: Lord of Destruction」のリマスター版でもある。

## リリース
2021年4月9日から13日（日本時間）には、テクニカルα版のテストプレイが行われた。
本作は9月24日にNintendo Switch、PS5/PS4、Xbox Series X/S、Xbox One、PC用ソフトとして発売された。
発売からしばらく後の2022年4月には、大型アップデート「アップデートパッチ2.4」が実施され、このうちプレイヤーキャラクターの調整はオリジナル版から数えて12年ぶりとなる。

## 内容
本作はオリジナル版の画質や音質を向上させ、異なるプラットフォーム間のセーブデータを共有するクロスプログレッション機能や、アクセシビリティに関するオプションなどを追加した一方、後述の通り、本作はオリジナル版と同じゲームエンジンを用いている。
また、追加機能を有効にするか否かはプレイヤー側が設定できるほか、オリジナル版とほぼ同様のレガシーモードも収録されており、プレイ中に切り替えることができる。

## 開発
本作の開発チームは、第一作の『 ディアブロ』ではなく、二作目である『ディアブロII』をリマスターの対象とした理由について、「『ディアブロ』はGoG.comで配信されており、遊ぶ機会が提供されている」点や、「2021年という年が本作の発売から20年という節目の年である」点、「現在（2021年1月時点）開発中の『ディアブロ イモータル』や『 ディアブロIV』とも関連がある」点を挙げている。
ビジュアル面においては、当時のプレイヤーのなつかしさを刺激させるようなものにするというコンセプトが立てられ、オリジナル版のままにする部分と新しくする部分の比率を「7:3」にするという方針がデザインチーム内で共有された。
例えばプレイヤーが利用可能なクラスの一つであるバーバリアンは、元のデザインにケルト文化やスラブ文化に由来する要素が追加された。
モデリングにおいても、攻撃判定等の整合性を持たせるため、原作のスクリーンショットに3D処理を施したものと新デザインを重ねる検証が施された。
また、ゲームエンジンにはオリジナル版と同じものを使い、その上にインターフェースの変更といったレイヤーを重ねる手法が取られた。
これに関連して、ゲームバランスはオリジナル版から変更しないという方針が取られた。リマスター版でゲームデザインを担当したAndre Abrahamianは、AUTOMATONとのインタビューに対し、オリジナル版を含む当時の作品の難易度の厳しさを認めつつも、それがゆえに当時の攻略情報などが有効である点についても触れ、「そういう意味でも皆が覚えている『Diablo II』体験そのままになると言えるでしょう。」と話している。
その一方で、3Dレンダラーは新しいものが用いられており、ゲームプレイの質を保ったまま、パーティクル・システムによる地霧や稲妻の表現、リアルな照明効果やレンダリングといった多くの要素が新たに追加された。
また、リマスター版では風の音や、虫や動物の鳴き声といった環境音が新たに追加された。音声はオリジナル版のものが使われたものの、オリジナル版の声優がなかなかそろわない上、録音技術の向上で新しい音源との質の差が大きく出てしまうことがあったため、AIアップスケールという自動最適化テクノロジーが用いられた。
さらに、拡張パック『Lord of Destruction』の内容も選択制にしたうえで組み込まれたほか、共有倉庫といった『ディアブロ III』の要素も取り入れられた。

## 評価
一部のゲーム専門ニュースメディアでは、オリジナル版を知る者によるレビューが行われた。

### 発売前の評価
ライターの川崎政一郎は4Gamer.netに寄せたαテスト版のレビュー記事において、本作より前に発売された『Warcraft III: Reforged』の出来が悪かったため、本作もそうかと思ったが杞憂だったと述べている。

### 発売後の評価
ファミ通の編集者・ミル☆吉村はライター・BRZRKとの対談の中で、本作の基本的なプレイはオリジナル版そのままだったと述べており、『ディアブロIII』などの現代的なハクスラアクションRPGの合理的なシステムに慣れていると逆に新鮮だと語っている。